# Andromma aethiopicum
Espèce
Andromma aethiopicum est une espèce d'araignées aranéomorphes de la famille des Liocranidae.

## Distribution
Cette espèce est endémique d'Éthiopie. Elle se rencontre dans la région des Agaos.

## Description
Le mâle syntype mesure 3 mm.
Le mâle décrit par Bosselaers et Jocqué en 2022 mesure 3,05 mm et la femelle 2,77 mm.
Cette araignée est myrmécophile.

## Systématique et taxinomie
Cette espèce a été décrite par Simon en 1893.

## Étymologie
Son nom d'espèce lui a été donné en référence au lieu de sa découverte, l'Éthiopie.

## Publication originale
- Simon, 1893 : Histoire naturelle des araignées. Paris, vol. 1, p. 257-488 (texte intégral).